# Flavia Tótoro Taulis
Flavia Tótoro Taulis (Ciudad de México; 17 de octubre de 1964) es una pintora mexicana, chilena e italiana. Ha recibido numerosos premios, especialmente en Chile, por su obra pictórica.

## Trayectoria
Flavia Tótoro ingresó en la Universidad Católica de Chile en 1985, donde estudió licenciatura en Arte con las especialidades de Pintura y Restauración hasta 1991. Ese año y el siguiente estuvo becada por el Gobierno de Italia en un curso en la Academia de San Marcos en Florencia al grabado en metal y de figura humana. En los años posteriores aprendió litografía en el taller de grabado Taller 99 en Santiago de Chile mientras trabajaba como ayudante en las Cátedra de Pintura Experimental y en la de Pintura Superior en la Escuela de Arte de la Pontificia Universidad Católica de Chile. Más adelante, realizó trabajos de restauración en el Museo de la Solidaridad de Santiago de Chile sobre las obras donadas al gobierno de Salvador Allende por parte de artistas de todo el mundo. Al mismo tiempo, participó también en el montaje de la exposición de las obras de ese mismo museo en el Museo Nacional de Bellas Artes de Chile.
Entre los años 1997 y 1999 trabajó como profesora de la Cátedra del Taller de Dibujo e Ilustración en la Escuela de Diseño Gráfico de la Universidad de Artes, Ciencias y Comunicación de [antiago de Chile. Entre 1998 y 2002, ejerció de Coordinadora Académica y profesora de las Cátedras de Pintura I y II. Asimismo, entre 1999 y 2001, trabajó como monitora para la Capacitación Fundamental de la Reforma Educacional del Ministerio de Educación de Chile de 100 profesores de Arte.
Desde el año 2002, vive y trabaja en Madrid.
Ha expuesto en multitud de salas y tiene obras expuestas en la Universidad de Talca, así como en el Museo de Arte Moderno de Chiloé, ambos en Chile.

## Reconocimientos
- Concurso de Pintura Matisse del Instituto Chileno-Francés de Cultura/Museo Nacional de Bellas Artes (Mención Honrosa, 1990)
- Beca de Estudios del Gobierno de Italia en la Academia de San Marcos de Florencia (1991-1992)
- Concurso de Pintura Esto no es una Pipa, Galería Espacio Arte de Santiago de Chile (Primer Premio, 1991)
- 5º Concurso Nacional de Pintura, Expoarte 94, FIMAULE, Talca, Chile (Primer Premio, 1994)
- Financiamiento de proyecto por parte del FONDART (Financiamiento del Proyecto Chile, el jardín de mi casa, 1995)
- Financiamiento de proyecto por parte del FONDART (Financiamiento del Proyecto Los Andes - El Pacífico, 1996)
- Concurso Nacional de Pintura Valdivia y su río, Valdivia, Chile (3er premio, 1996)
- Concurso Artistas Siglo XXI de la Universidad Católica de Chile (Seleccionada, 2002)